# Láser de rubí

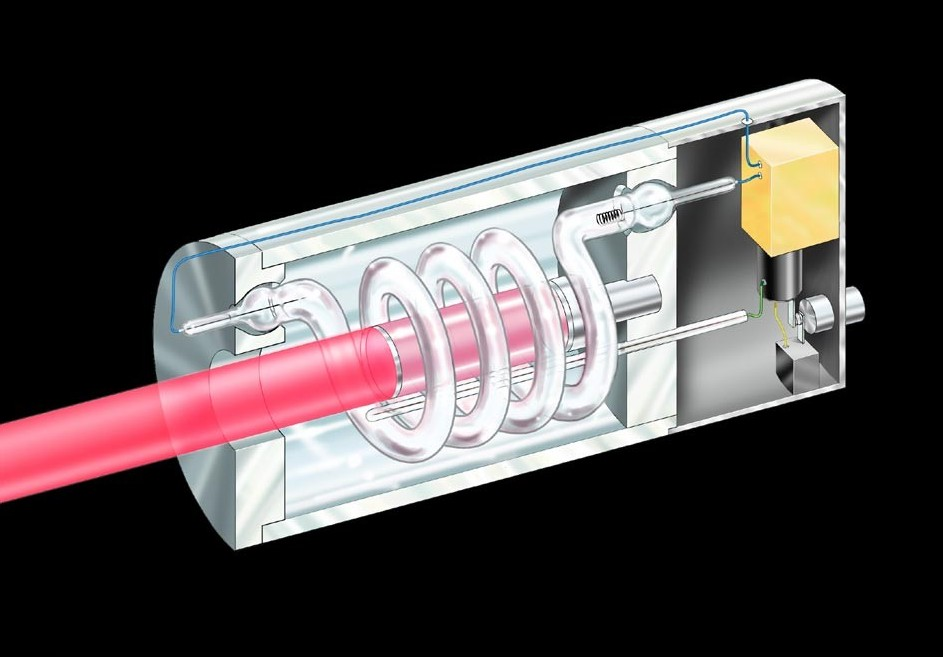
Esquema del primer láser de rubí

Un láser de rubí es un láser de estado sólido que utiliza un cristal de rubí sintético como medio de ganancia. El primer láser operativo fue un láser de rubí fabricado por Theodore H. "Ted" Maiman en el Hughes Research Laboratories el 16 de mayo de 1960.
Los láseres de rubí producen pulsos de luz visible coherente a una longitud de onda de 694,3 nm, que corresponde a un color rojo intenso. Las longitudes de pulso típicas del láser rubí son del orden de un milisegundo.

## Diseño

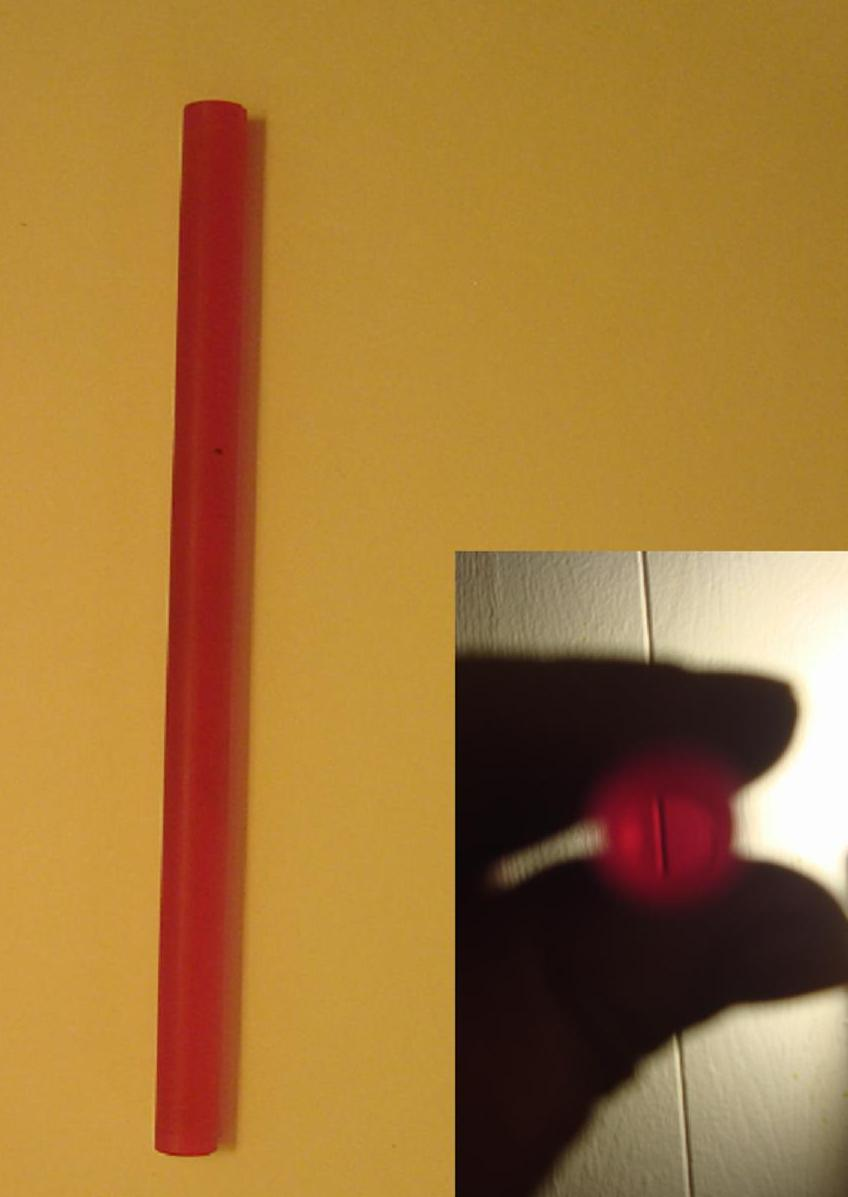
Una varilla de láser rubí. Recuadro: La vista a través de la varilla es cristalina.

El láser de rubí más común consiste en una varilla de rubí sintética que debe ser excitada con muy alta energía, generalmente desde un tubo de destello, para lograr una inversión de población. La barra se coloca a menudo entre dos espejos que forman una cavidad óptica, que hace entrar en oscilación la luz producida por la fluorescencia del rubí, causando la emisión estimulada. El láser de rubí es uno de los pocos láseres de estado sólido que emiten luz en el rango visible del espectro, con un láser de 694,3 nm, en un color rojo intenso, con un ancho de línea muy estrecho de 0,53 nm.
El láser de rubí es un láser de estado sólido de tres niveles. El medio activo (medio ganancia/amplificación del láser) es una varilla de rubí sintética que se energiza a través del bombeo óptico, generalmente mediante un tubo de destello de xenón. El rubí tiene bandas de absorción muy amplias y potentes en el espectro visual, a 400 y 550 nm, y una vida de fluorescencia muy larga de 3 milisegundos. Esto permite bombeos de energías muy altos, ya que la duración del pulso puede ser mucho más larga que con otros materiales. Si bien el rubí tiene un perfil de absorción muy amplio, su eficiencia de conversión es mucho menor que en otros medios.
En los primeros modelos, los extremos de la varilla debían ser pulidos con gran precisión, de modo que quedaran planos hasta un cuarto de la longitud de onda de la luz emitida, y paralelos entre sí hasta unos pocos segundos de arco. Los extremos finamente pulidos de la varilla estaban plateados; un extremo completamente, el otro solo parcialmente. La varilla, con sus extremos reflectantes, actúa como un interferómetro Fabry-Pérot (o un interferómetro de Gires-Tournois). Los láseres modernos a menudo usan varillas con recubrimientos antirreflectantes, o con los extremos cortados y pulidos en el ángulo de Brewster. Esto permite eliminar los reflejos de los extremos de la varilla. Los espejos dieléctricos externos se utilizan para formar la cavidad óptica. Los espejos curvos se utilizan normalmente para relajar las tolerancias de alineación y para formar un resonador estable, que a menudo compensando la lente térmica de la varilla.

Transmitancia del rubí en espectros ópticos e infrarrojos cercanos. Nótense las dos anchas bandas de absorción azul y verde y la estrecha banda de absorción a 694 nm, que es la longitud de onda del láser rubí.

El rubí también absorbe algo de la luz en su longitud de onda de emisión. Para evitar esta absorción, es necesario excitar toda la longitud de la varilla, sin dejar áreas sombreadas cerca de las monturas. La parte activa del rubí es el dopante, que consiste en iones de cromo diseminados en un cristal de zafiro sintético. El dopante a menudo comprende alrededor del 0,05% del cristal, y es responsable de toda la absorción y emisión de radiación. Dependiendo de la concentración del dopante, el rubí sintético varía del rosa al rojo.

## Aplicaciones
Una de las primeras aplicaciones del láser de rubí fue en la telemetría. En 1964, los láseres de rubí con conmutación-Q de prisma rotatorio se convirtieron en el estándar para los telémetros militares, hasta la introducción una década más tarde de los telémetros Nd-YAG, más eficientes . Los láseres de rubí se utilizaron principalmente en investigación. El láser de rubí fue el primer láser utilizado para bombear ópticamente láser de colorante sintonizable y es particularmente adecuado para excitar los láseres de colorante que emiten en el infrarrojo cercano. Los láseres de rubí rara vez se usan en la industria, debido a la baja eficiencia y a las bajas tasas de repetición. Uno de los principales usos industriales es la perforación de agujeros a través del diamante, ya que la viga de alta potencia de rubí se acerca mucho a la banda de absorción ancha del diamante (la banda GR1) en el rojo.
Los láseres de rubí han sido cada vez menos usados con el descubrimiento de mejores medios amplificadores. Todavía se utilizan en algunas aplicaciones donde se requieren pulsos cortos de luz roja. Por ejemplo, los hológrafos de todo el mundo producen retratos holográficos con láseres de rubí, en tamaños de hasta un metro cuadrado. Debido a la alta potencia de sus pulsaciones y a la buena longitud de coherencia, la luz láser roja de 694 nm se prefiere a la luz verde de 532 nm del Nd: YAG de frecuencia doblada, que a menudo requiere múltiples pulsos para hologramas grandes. Muchos laboratorios de ensayos no destructivos usan láseres de rubí para crear hologramas de objetos grandes, como los neumáticos de los aviones, para detectar debilidades en el revestimiento. Los láseres de rubí se usaron ampliamente en la eliminación de tatuajes y de depilación, pero están siendo reemplazados por los láseres de alejandrita sintética o Nd-YAG en esta última aplicación.

## Historia

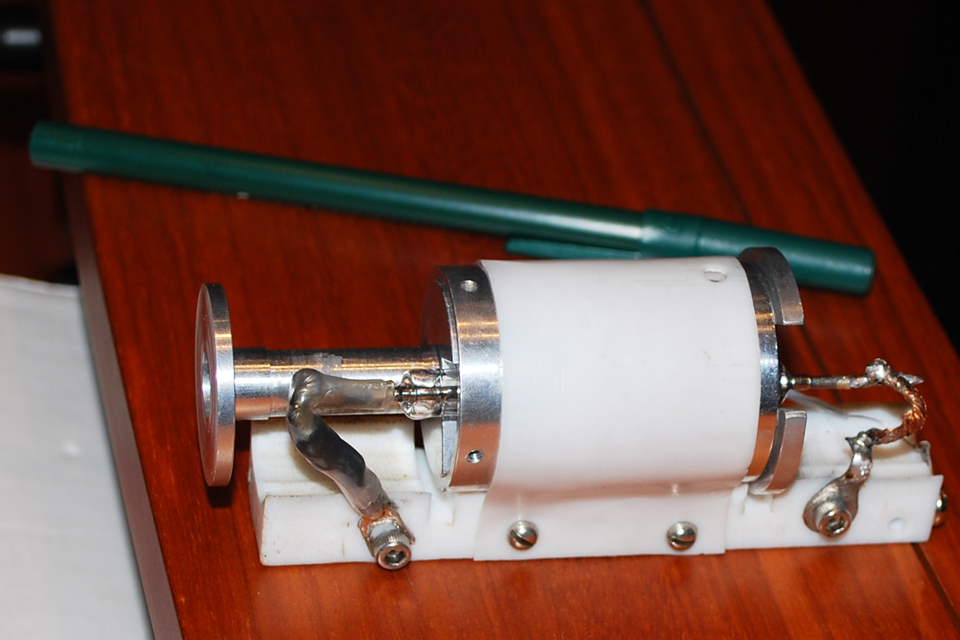
Láser de rubí original de Maiman

El láser de rubí fue el primer láser operativo. Construido por Theodore Maiman en 1960, el dispositivo fue creado a partir del concepto de un «maser óptico», un maser que podría operar en las regiones visual o infrarroja del espectro.
En 1958, después de que el inventor del máser, Charles Townes, y su colega, Arthur Schawlow, publicaran un artículo en la Physical Review sobre la idea de los máseres ópticos, comenzó la carrera por construir un modelo funcional. Los rubíes se habían utilizado con éxito en los máseres, por lo que eran una primera opción como medio posible. Mientras asistía a una conferencia en 1959, Maiman escuchó una exposición de Schawlow, describiendo el uso del rubí como un medio amplificador. Schawlow señaló que el rubí rosado, que tenía un estado excitado demasiado cerca de su estado de reposo, requeriría demasiada energía de excitación para la operación en láser, sugiriendo que el rubí rojo podría ser una alternativa aceptable. Maiman, que llevaba trabajando con rubí durante muchos años y que había escrito un artículo sobre la fluorescencia del rubí, pensó que Schawlow estaba siendo «demasiado pesimista». Las mediciones que él había hecho indicaban que el nivel energético más bajo del rubí rosado podía ser compensado parcialmente excitandolo  con una fuente de luz muy intensa y, dado que disponía ya de rubís, decidió intentarlo de todos modos.
También asistió a la conferencia Gordon Gould. Gould sugirió que, al pulsar el láser, podrían producirse picos de salida del orden de un megavatio.

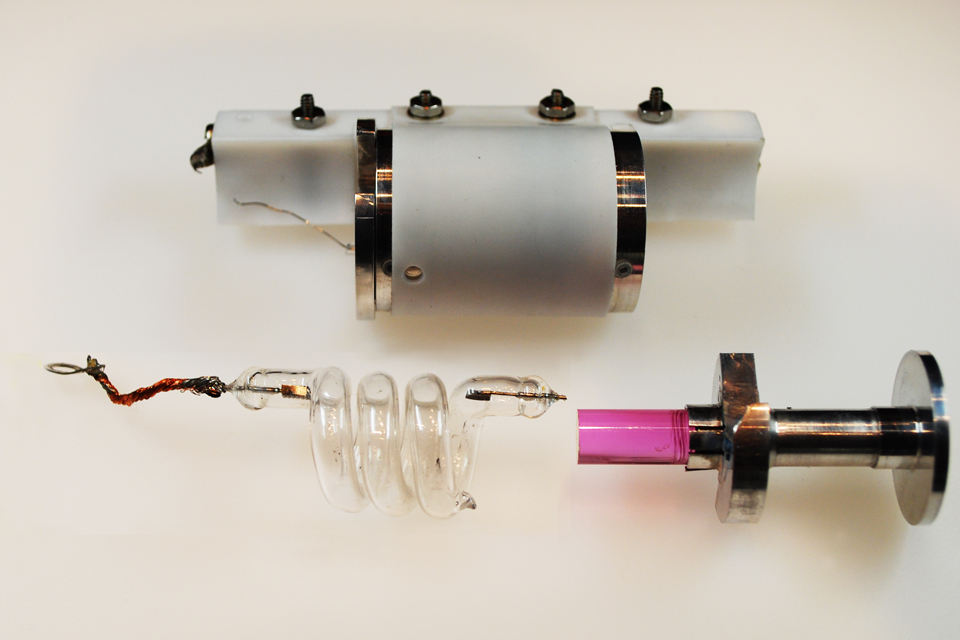
Componentes del láser de rubí original

Con el paso del tiempo, muchos científicos comenzaron a dudar de la utilidad de los rubís como medio amplificador. Maiman también tuvo sus dudas, pero, al ser una «persona muy decidida», siguió trabajando en su proyecto en secreto. Investigó para encontrar una fuente de luz que fuera lo suficientemente intensa para bombear la varilla, y una cavidad de bombeo elíptica de alta reflectividad, para dirigir la energía hacia la varilla. Encontró su fuente de luz cuando un representante de General Electric le mostró algunos flashtubes de xenón, afirmando que el más grande podía encender la lana de acero si se colocaba cerca del tubo. Maiman se dio cuenta de que, con tanta intensidad, no necesitaba una cavidad de bombeo tan altamente reflectante y, siendo la lámpara helicoidal, no necesitaría tampoco que tuviera una forma elíptica. Maiman construyó su láser de rubí en los Hughes Research Laboratories, en Malibu, California. Utilizó una varilla de rubí rosa, que medía 1 cm por 1,5 cm, y, el 16 de mayo de 1960, encendió el dispositivo, produciendo el primer rayo de luz láser.
El láser de rubí original de Theodore Maiman todavía está operativo. Se mostró el 15 de mayo de 2010 en un simposio coorganizado en  Vancouver, British Columbia, Columbia Británica por la Dr. Theodore Maiman Memorial Foundation y la Universidad Simon Fraser, donde Maiman había sido profesor adjunto en la Escuela de Ingeniería de Ciencias. El láser original de Maiman fue apuntado a una pantalla de proyección en una habitación oscura. En el centro de un destello blanco (debido a las fugas de luz del tubo de xenón), se pudo distinguir brevemente una mancha roja.
Los láseres de rubí no emitían un único pulso, sino que emitían una serie de pulsos, que consistían en una serie de picos irregulares dentro de la duración del pulso. En 1961, R.W. Hellwarth inventó un método de conmutación-Q, para concentrar la salida en un solo pulso.

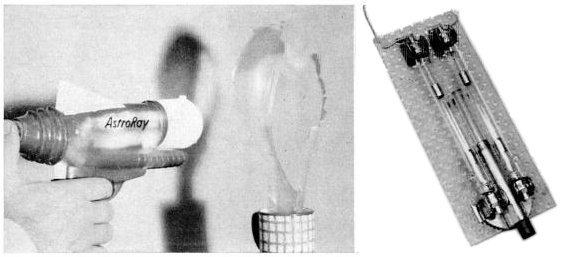
Pistola láser de rubí construida por el profesor de física de la Universidad de Stanford en 1964 para demostrar el láser en sus clases. El reciclado cuerpo de plástico de un arma de rayos de juguete alojaba la varilla de rubí entre dos tubos de flash (derecha). El pulso de luz roja coherente era lo suficientemente fuerte como para hacer estallar los globos azules (que se muestran a la izquierda) pero no los globos rojos que reflejaban la luz.

En 1962, Willard Boyle, que trabajaba en Bell Labs, produjo la primera emisión continua de un láser de rubí. A diferencia del habitual método de excitación externa, utilizó la luz de una lámpara de arco de mercurio que iluminaba el interior de un extremo de una varilla muy pequeña, para lograr la inversión de población necesaria. En realidad, el láser no emitió una onda continua, sino más bien un tren continuo de pulsos, que permitió a los científicos la oportunidad de estudiar los picos de emisión del rubí. El láser de rubí de emisión continua fue el primer láser que se usó en medicina. Fue utilizado por Leon Goldman, un pionero en la medicina láser, para tratamientos como la eliminación de tatuajes, tratamientos de cicatrices y cicatrización. Debido a sus límitaciones en la potencia de salida, en la capacidad de ajuste y por las difucultades de operación y de refrigeración de las unidades, el láser de rubí continuo fue reemplazado rápidamente por láseres más versátiles, de colorante, Nd-YAG y de argón.